# Лухманова, Надежда Александровна
Наде́жда Алекса́ндровна Лухма́нова (урождённая Байкова; 2 [14] декабря 1844 или 1840, Санкт-Петербург — 25 марта [7 апреля] 1907 или 1907, Ялта, Таврическая губерния) — русская писательница, романистка, драматург, публицист, переводчица

, журналистка, редактор, феминистка. Мать морского капитана и писателя Д. А. Лухманова и военного деятеля и писателя Б. В. Адамовича.

## Биография
Надежда Байкова родилась в Петербурге в семье потомственного дворянина, директора и эконома Павловского кадетского корпуса и Павловского женского института А. Ф. Байкова и баронессы Н. Д. Филицер-Франк. У Надежды было три брата: Андрей, Фёдор и Ипполит.
В 1853—1861 годах она училась в Павловском институте, где получила прозвища Байярд и Дон Кихот. После окончания вышла замуж за подполковника в отставке А. Д. Лухманова. С 1870 года жила в гражданском браке с генералом-майором В. М. Адамовичем. У Адамовича и Лухмановой родился сын Дмитрий, будущий морской капитан и писатель, который до совершеннолетия носил фамилию Адамович. Кроме Дмитрия, в гражданском браке родились сыновья Борис, будущий военный деятель и писатель, и Александр (умер во младенчестве), а также дочь Мария.
Первой публикацией Лухмановой были сказки для детей, опубликованные под псевдонимом Атина в сборнике «Детские рассказы» 1874 года. Под фамилией Лухманова она впервые напечаталась в 1880 году (рассказ «Приёмыш» в журнале «Семья и школа»).
В начале 1880-х годов Лухманова вышла замуж за инженера А. Ф. Колмогорова и несколько лет прожила с ним в Тюмени. После развода с Колмогоровым вернулась в Петербург и занялась литературой: печаталась в газетах «Всемирная  иллюстрация», «Петербургская жизнь», «Петербургская газета», «Биржевые ведомости», «Новое время», в журнале «Русское богатство».
Известность Лухманова получила благодаря роману «Двадцать лет назад (Из институтской жизни)». Роман был опубликован в журнале «Русское богатство» в 1893 году, книжное издание вышло в 1894 году, в 1896 году роман вышел под названием «Девочки. Воспоминания из институтской жизни».
«Очерки из жизни в Сибири», изображающие быт Тюмени, которые публиковались в журнале «Русское богатство», затем в газете «Новое время», а книжным изданием вышли в 1896 году, стали «наиболее значительным беллетристическим произведением» писательницы.
Другими произведениями Лухмановой были роман «В порыве страсти» (1897), а также сборник «Короткие рассказы о горе и счастье людском» (1898). Лухманова переложила на русский язык около двадцати пьес французских авторов. Самой известной из её оригинальных пьес была комедия «Сибирский Риголетто» (1900).
В 1899—1900 годах Лухманова редактировала журнал «Возрождение». В этом журнале в 1899—1900 годах она опубликовала свой роман «Институтка», в основу которого легли воспоминания о первом замужестве. Этот роман повествует о жизни героини «Девочек» после института (книжное издание вышло в 1904 году).
Когда началась русско-японская война, Лухманова поехала на Дальний Восток в качестве сестры милосердия и корреспондента газет «Петербургская жизнь» и «Южный край». После возвращения она уехала на отдых в Крым, где и умерла.

## Творчество
О художественных и публицистических произведениях Надежды Лухмановой как положительно, так и отрицательно высказывались такие критики, как Н. К. Михайловский, П. Ф. Якубович, А. Л. Волынский, В. В. Розанов.
Роман «Двадцать лет назад» («Девочки») рисует достоверную картину жизни закрытого учебного заведения. «Очерки из жизни в Сибири» отразили «многие типические черты жизни сибирских городов второй половины XIX века». В сатирическом образе купца Артамона Круторогова изображён купец Ф. С. Колмогоров, свёкор Лухмановой.
В публицистике Лухманова касалась отношений мужчины и женщины, защищала право женщин на образование и право на участие в выборах.
Творчество Надежды Лухмановой изучают тюменские филологи Л. Г. и Ю. М. Беспаловы, Е. Н. Эртнер, московский филолог Т. В. Левицкая. Об истории рода Лухмановых — Колмогоровых — Адамовичей пишет потомок Лухмановой, московский инженер-строитель А. Г. Колмогоров.

## Сочинения
- Очерки из жизни в Сибири: избранные произведения / Сост. тома Ю. Л. Мандрики. — Тюмень: Софтдизайн, 1997. — 464 с. — («Невидимые времена»). — 3000 экз. — ISBN 5-88709-080-4.
- Охотник за белой дичью // Женская драматургия Серебряного века / Сост. М. Михайловой. — СПб.: Гиперион, 2009. — С. 501—514. — 566 с. — 3000 экз. — ISBN 978-5-89332-148-7.
- Институтки. — М.: ЭНАС-КНИГА, 2010. — 223 с. — (Девичьи судьбы). — 3000 экз. — ISBN 978-5-91921-020-7.